# 白石市情報センター

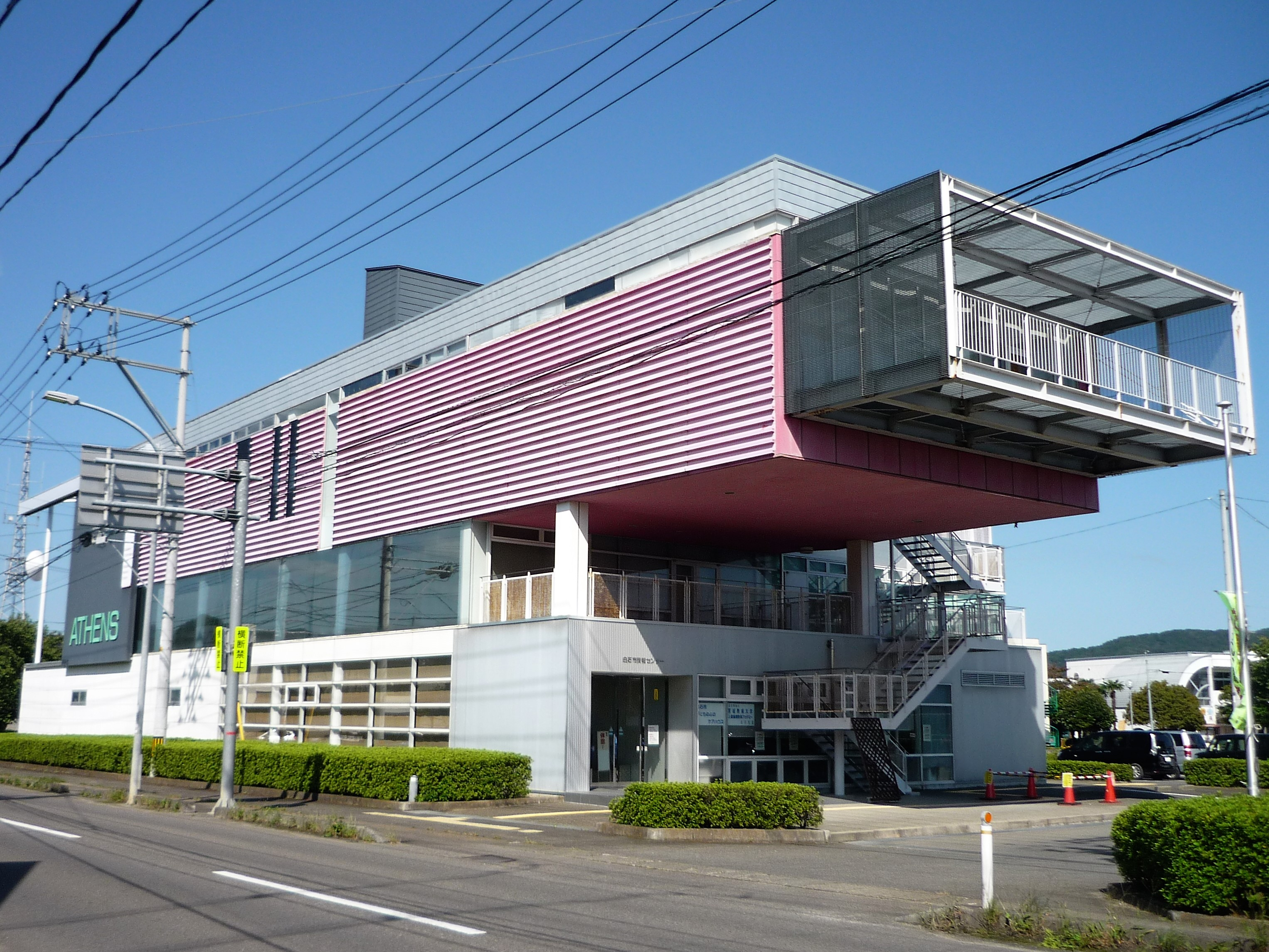
白石市情報センター

白石市情報センター（しろいししじょうほうセンター）は、宮城県白石市に所在する情報メディア体験施設である。愛称「アテネ」（ATHENS）。

## 概略
白石消防署の移転後の跡地に建設された3階建ての情報センター。白石市図書館に隣接する。1997年（平成9年）10月31日に竣工した。

## 愛称の由来
愛称の「アテネ」とは白石市と同じギリシアが北緯38度線上であること、またAcademy（塾）、Technology（科学技術）、Health（健康） & Help（福祉）、Education（教育）、Network（ネットワーク）、System（システム）の頭文字から因む。

## 事業
- 市民向けIT利用講座等
- 2010年（平成22年）4月、3階フロアにアニメ製作スタジオ・旭プロダクションが入居した。本格的なスタジオ誘致は宮城県初。

## 所在地
- 宮城県白石市字亘理町37-3

## アクセス
- 東北本線白石駅下車、徒歩約15分
- ミヤコーバス、白石市民バス「亘理町」下車、徒歩約5分